# B'Boom: Live in Argentina
Albums de King Crimson
VROOOM
(1994) THRAK
(1995)
B'Boom: Live in Argentina est un double album live de King Crimson sorti en 1995. Il retrace la tournée en Argentine du groupe en 1994, qui n'était auparavant illustrée que par un bootleg de piètre qualité.

## Titres

### Disque 1
1. VROOOM (Belew, Bruford, Fripp, Gunn, Levin, Mastelotto) – 7:07
2. Frame by Frame (Belew, Bruford, Fripp, Levin) – 5:28
3. Sex Sleep Eat Drink Dream (Belew, Bruford, Fripp, Gunn, Levin, Mastelotto)
4. Red (Fripp) – 4:58
5. One Time (Belew, Bruford, Fripp, Gunn, Levin, Mastelotto) – 5:45
6. B'Boom (Belew, Bruford, Fripp, Gunn, Levin, Mastelotto) – 6:54
7. THRAK (Belew, Bruford, Fripp, Gunn, Levin, Mastelotto) – 6:29
8. Improv - Two Sticks (Gunn, Levin) – 1:26
9. Elephant Talk (Belew, Bruford, Fripp, Levin) – 4:25
10. Indiscipline (Belew, Bruford, Fripp, Levin) – 7:38

### Disque 2
1. VROOOM VROOOM (Belew, Bruford, Fripp, Gunn, Levin, Mastelotto) – 6:18
2. Matte Kudasai (Belew, Bruford, Fripp, Levin) – 3:43
3. The Talking Drum (Bruford, Cross, Fripp, Muir, Wetton) – 5:52
4. Larks' Tongues in Aspic (Part II) (Fripp) – 7:31
5. Heartbeat (Belew, Bruford, Fripp, Levin) – 5:02
6. Sleepless (Belew, Bruford, Fripp, Levin) – 6:11
7. People (Belew, Bruford, Fripp, Gunn, Levin, Mastelotto) – 5:51
8. B'Boom (reprise) (Belew, Bruford, Fripp, Gunn, Levin, Mastelotto) – 4:26
9. THRAK (Belew, Bruford, Fripp, Gunn, Levin, Mastelotto) – 5:33

## Musiciens
- Robert Fripp : guitare, mellotron
- Adrian Belew : guitare, chant
- Tony Levin : basse, stick bass, chant
- Trey Gunn : Chapman Stick, chant
- Bill Bruford : batterie, percussions
- Pat Mastelotto : batterie, percussions